# Mondial
För andra betydelser, se Mondial (olika betydelser).
Mondial är ett konstruerat språk avsett som världsspråk (internationellt hjälpspråk) utarbetat av den svenske läroverkslektorn Helge W. Heimer (1890-1959) och publicerat 1943. Språket är baserat på de romanska språken, främst franska, italienska och spanska. 
Mellan 1943 och 1957 publicerades grammatikor och ordböcker i svensk, fransk och engelsk version samt även konversationstexter. Publikationerna och språket blev ofta recenserade i lovordande tonfall även av professionella lingvister. I synnerhet bedömdes språket som välljudande. Under 1950-talet nämndes språket också i Svensk Uppslagsbok, som var den tidens främsta svenskspråkiga encyklopedi, som ett av de två viktigaste artificiella språken med svenskt ursprung; det andra var ling. Fastän språket blev lovordat, så lyckades det till skillnad från esperanto aldrig att få någon förankring i samhället. Några enstaka personer som kan använda mondial aktivt finns dock. 
Mondial liknar interlingua och är som detta omedelbart begripligt för många. Medan ordförrådet i interlingua består av, för det första, prototypformer som står latinet nära och, för det andra, enstaka icke assimilerade lån från franskan och andra språk, så härstammar ordförrådet hos mondial direkt från de moderna romanska språken, och mondial uppvisar inte dessa två klasser. 
Grammatiken hos mondial är enklare än den hos dess källspråk, men en hel del oregelbundenheter tolereras och i några fall förekommer även formvariation genom suppletion.

## Textprov
Anmärkning om ortografi och uttal
[ts] stavas z, men c framför i och e: zar, azur; place, civil;
[dʒ] stavas j, men g framför i och e: ja, juriste; agente, gimnaste;
[ɡ] stavas g, men gu framför i och e: guste, grande; guera, guide.
[k] stavas c, men qu framför i och e: cultur, clar; quel, qui.
Anecdote
Tristan Bernard, le autor humoristique, havi un dia prendate place con un amico in un vagon de primer clase por andar a Versalies. Il alumavi imediatemente un bon cigar, que il comenzavi da fumar con visible satisfacion. Alor un senior entravi i dicavi in un ton iritante a Tristan Bernard da gectar le cigar o da andar in un altere compartimente. Nul response. Le senior inconosate repeta su demande, ma in van. Fuor se de indignacion, il precipita se fuor del compartimente i returna algue momentes dopo con le conductor. "Cel senior ha nulo da dicar ci", dicavi alor Tristan Bernard, "il ha un biliete de secunde clase, i cil e le primer clase." Confuse i furiose, le pasagero devavi presentar su biliete al conductor i acompaniar lui imediatemente a un compartimente de secunde clase. Cuando li havi andate se, le amico de Tristan Bernard questionavi lui come il havi povate savar que lo evi un biliete de secunde clase. "Il saliavi del poche de sui gilete", respondavi Tristan Bernard, i yo vidavi que il evi del mem color que le mi."
Översättning
Tristan Bernard, den humoristiske författaren, hade en dag tagit plats tillsammans med en vän i en järnvägsvagn av första klass för att åka till Versailles. Han tände omedelbart en god cigarr som han började röka med uppenbar njutning. Då kom en herre in och sa i irriterad ton till Tristan Bernard att kasta cigarren eller att gå till en annan kupé. Inget svar. Den okände herren upprepar sitt krav, men förgäves. Utom sig av indignation försvinner han från kupén och återvänder några ögonblick senare tillsammans med konduktören. "Denne herre har ingenting att säga här" sa nu Tristan Bernard, "han har en andraklassbiljett, och det här är första klass. Förvirrad och ursinnig fick passageraren visa sin biljett för konduktören och följa honom omedelbart till en andraklasskupé. När han hade gått sin väg frågade Tristan Bernards vän denne hur han kunde veta att han hade en andraklassbiljett. "Den kom ut ur hans västficka" svarade Tristan Bernard, "och jag såg att den var av samma färg som min."
Poem lirique
Parla sempre de amor,

dica me que tu amara

me con tute tui ardor

tanque tu i yo vivara.

Non lontano e le dia

u nu sera via, via
Översättning
Tala alltid om kärlek,

säg mig att du älskar

mig med hela din glöd

så länge du och jag kommer att leva.

Inte avlägsen är dagen

då vi kommer att vara borta, borta.